# Tejada (Kasztília és León)
Tejada egy község Spanyolországban, Burgos tartományban.  Lakosainak száma 35 fő (2024).

## Népesség
A település népessége az utóbbi években az alábbiak szerint változott:
| Lakosok száma | 54   | 44   | 41   | 40   | 38   | 34   | 29   | 31   | 34   | 35   |
|               | 2001 | 2004 | 2006 | 2009 | 2011 | 2014 | 2016 | 2019 | 2021 | 2024 |